# Axonolaimus leptosoma
Axonolaimus leptosoma är en rundmaskart som beskrevs av Allgen 1951. Axonolaimus leptosoma ingår i släktet Axonolaimus och familjen Axonolaimidae. Inga underarter finns listade i Catalogue of Life.